# Callichroma cyanomelas
Callichroma cyanomelas är en skalbaggsart som beskrevs av White 1853. Callichroma cyanomelas ingår i släktet Callichroma och familjen långhorningar.
Artens utbredningsområde är:
- Belize.
- Costa Rica.
- Guatemala.
- Honduras.
- Nicaragua.
- Panama.

Inga underarter finns listade.